# Igeltjärnen (Stöde socken, Medelpad)
Igeltjärnen är en sjö i Sundsvalls kommun i Medelpad och ingår i Ljungans huvudavrinningsområde.